# X Spadochronowe Mistrzostwa Polski w Akrobacji Zespołowej RW-4 Ostrów Wielkopolski 2002
X Spadochronowe Mistrzostwa Polski w Akrobacji Zespołowej RW-4 Ostrów Wielkopolski 2002 – odbyły 29–30 sierpnia 2002 na lotnisku Ostrów Wielkopolski-Michałków. Gospodarzem Mistrzostw był Aeroklub Ostrowski i Pyrlandia Boogie, a organizatorem Aeroklub Ostrowski, Pyrlandia Boogie i Aeroklub Polski. Do dyspozycji skoczków był samolot An-28 Skytruck. Skoki wykonywano z wysokości 3 050 metrów (10 000 stóp) i opóźnieniem 35 sekund. Wykonano 6 kolejek skoków.

## Rozegrane kategorie
Mistrzostwa rozegrano w jednej kategorii:
- Akrobacja zespołowa RW-4.

## Kierownictwo Mistrzostw
- Sędzia Główny – Ryszard Koczorowski.

Źródło: 

## Medaliści
Medalistów X Spadochronowych Mistrzostw Polski w Akrobacji Zespołowej RW-4 Ostrów Wielkopolski 2002 podano za: Lidia Kosk: Wyniki Mistrzostw Polski w Formation Skydiving, lata 1989–2014. [dostęp 2021-02-08]. (pol.).
| Konkurencja              | Złoto                          | Srebro              | Brąz                     |
| Akrobacja zespołowa RW-4 | PSYCHO TEAM Aeroklub Poznański | 6 BDSz Wawel Kraków | WOSSP Oleśnica–Bydgoszcz |

## Wyniki
Wyniki Uczestników X Międzynarodowych Spadochronowych Mistrzostw Polski w Akrobacji Zespołowej RW-4 Ostrów Wielkopolski 2002 podano za: Jan Isielenis, Archiwum Sekcji Spadochronowej Aeroklubu Gliwickiego, 2002. Brak numerów stron w książce
W Mistrzostwach brało udział 40 zawodników reprezentujących 8 zespołów .
| Klasyfikacja – Akrobacja zespołowa RW-4 | Klasyfikacja – Akrobacja zespołowa RW-4                                                                                             | Klasyfikacja – Akrobacja zespołowa RW-4 | Klasyfikacja – Akrobacja zespołowa RW-4 | Klasyfikacja – Akrobacja zespołowa RW-4 | Klasyfikacja – Akrobacja zespołowa RW-4 | Klasyfikacja – Akrobacja zespołowa RW-4 | Klasyfikacja – Akrobacja zespołowa RW-4 | Klasyfikacja – Akrobacja zespołowa RW-4 |
| --------------------------------------- | --- | --------------------------------------- | --------------------------------------- | --------------------------------------- | --------------------------------------- | --------------------------------------- | --------------------------------------- | --------------------------------------- |
| Miejsce                                 | Drużyna | Kolejka                                 | Kolejka                                 | Kolejka                                 | Kolejka                                 | Kolejka                                 | Kolejka                                 | Razem                                   |
| Miejsce                                 | Drużyna | I                                       | II                                      | II                                      | IV                                      | V                                       | VI                                      | Razem                                   |
| 1                                       | PSYCHO TEAM Aeroklub Poznański Marek Nowakowski, Sebastian Dratwa, Bartosz Staśkiewicz, Grzegorz Kucharczyk, Piotr Walasek (kamera) | 7                                       | 5                                       | 7                                       | 5                                       | 7                                       | 9                                       | 40                                      |
| 2                                       | 6 BDSz/Wawel Kraków Marcin Bielecki, Stanisław Gruszka, Rafał Zgierski, Mariusz Nowak, Piotr Gądek                                  | 3                                       | 7                                       | 7                                       | 8                                       | 5                                       | 1                                       | 31                                      |
| 3                                       | WOSSP Oleśnica-Bydgoszcz Andrzej Lamach, Dariusz Kapela, Piotr Augustyniak, Piotr Błażewicz, Piotr Wojtania                         | 4                                       | 7                                       | 0                                       | 5                                       | 4                                       | 6                                       | 26                                      |
| 4–5                                     | DRIM TIM Aeroklub Gliwicki Marcin Wilk, Aleksandra Knapik, Krzysztof Szawerna, Ziemowit Nowak, Damian Ragus (kamera)                | 3                                       | 5                                       | 3                                       | 3                                       | 5                                       | 5                                       | 24                                      |
| 4–5                                     | LSD Zielona Góra Zuzanna Zamecznik, Arkadiusz Bienias, Maciej Brożko, Maciej Machowicz, Piotr Biskupski (kamera)                    | 4                                       | 7                                       | 2                                       | 3                                       | 4                                       | 4                                       | 24                                      |
| 6                                       | WILD STREAM Białystok Cezary Subieta, Robert Łuckiewicz, Sławomir Sieńczuk, Dariusz Sołowiej, Dawid Wiśniewski (kamera)             | 3                                       | 5                                       | 2                                       | 4                                       | 4                                       | 5                                       | 23                                      |
| 7                                       | PARA FUN Aeroklub Białostocki Cezary Bołdak, Seweryn Bołdak, Grzegorz Jankiewicz, Adam Minta, Tomasz Lulewicz (kamera)              | 3                                       | 2                                       | 2                                       | 0                                       | 3                                       | 3                                       | 13                                      |
| 8                                       | 4 FUN Aeroklub Poznański Iwona Maćkowiak, Marta Pietrzyk, Tomasz Pietrzyk, Paweł Kulpa, Leszek Potempa                              | 0                                       | 0                                       | 0                                       | 0                                       | 0                                       | 0                                       | 0                                       |